# Askold (Isola)
Askold (in russo Остров Аскольд?) è un'isola russa nella parte settentrionale del golfo di Pietro il Grande, nel mar del Giappone, nell'Estremo Oriente russo. L'isola è situata 50 km a sud-est di Vladivostok e 40 km a ovest di Nachodka. Appartiene amministrativamente alla città di Fokino (Škotovskij rajon, Territorio del Litorale). Non ha popolazione permanente, salvo i guardiani del faro e gli addetti alla stazione meteo; ha inoltre un notevole afflusso turistico.

## Geografia
Askold è separata dalla terraferma e dall'isola di Putjatin dallo stretto di Askol'd (circa 6,6 km), in mezzo al quale si trovano gli scogli Unkovskij (Камни Унковского). La superficie totale dell'isola è di 14,6 km². L'isola è montuosa, ha tre picchi di oltre trecento metri di altezza, il più alto dei quali, il monte Askol'd, raggiunge i 358 m s.l.m. Le coste sono ripide. L'isola ha un'unica grande insenatura, il golfo Naezdnik (бухта Наездник) che la rende simile a un ferro di cavallo. Gran parte dell'isola è coperta da boschi di latifoglie. Sull'isola ci sono alcuni corsi d'acqua.

## Clima
Il clima dell'isola è quello tipico del Territorio del Litorale meridionale. La temperatura media di gennaio è di -12 °C, in agosto di 20,5 °C.

## Storia e toponimo
L'isola era già nota ai marinai del regno Balhae (698 - 926), in seguito vi si stabilirono cercatori d'oro cinesi e raccoglitori di laminariacee, tra i quali era conosciuta come Lefu. È stata chiamata anche Dobyčlivyj, Cindao, Zelënyj (Verde). E, nel 1855, Termination da marinai inglesi (con questo nome è stata pubblicata sulla mappa nel Regno Unito nel 1856).
L'isola è stata esplorata e descritta, nel 1859, dall'equipaggio del clipper Strelok, che l'ha chiamata Majačnyj (Маячный; "isola del faro"). Allo stretto che la separa dall'isola di Putjatin è stato dato il nome del principe vikingo Askold come una delle prime fregate russe. Negli anni 1862-1863 fu effettuata una descrizione più dettagliata del golfo dalla spedizione idrografica del tenente colonnello Vasilij Matveevič Babkin, che le diede lo stesso nome dello stretto sostenendo che il nome di "faro" poteva mettere fuori strada i marinai.
Nel 1892, il comando di Vladivostok decise di creare sull'isola un osservatorio permanente fortificato, collegato da una linea telegrafica. L'obiettivo principale era quello di monitorare eventuali attività giapponesi. Per la protezione dallo sbarco nemico furono costruiti numerosi bunker.
Alla fine del XIX secolo fu avviato un allevamento di sika, che raggiunse in 10 anni la cifra di 3000 individui. Askold rimase a lungo l'unica isola al mondo per il monitoraggio di questi cervidi. Prima del crollo dell'URSS è stato scoperto dai geologi un giacimento aurifero di 1,63 km².